# St. Gregorius (Alkersleben)

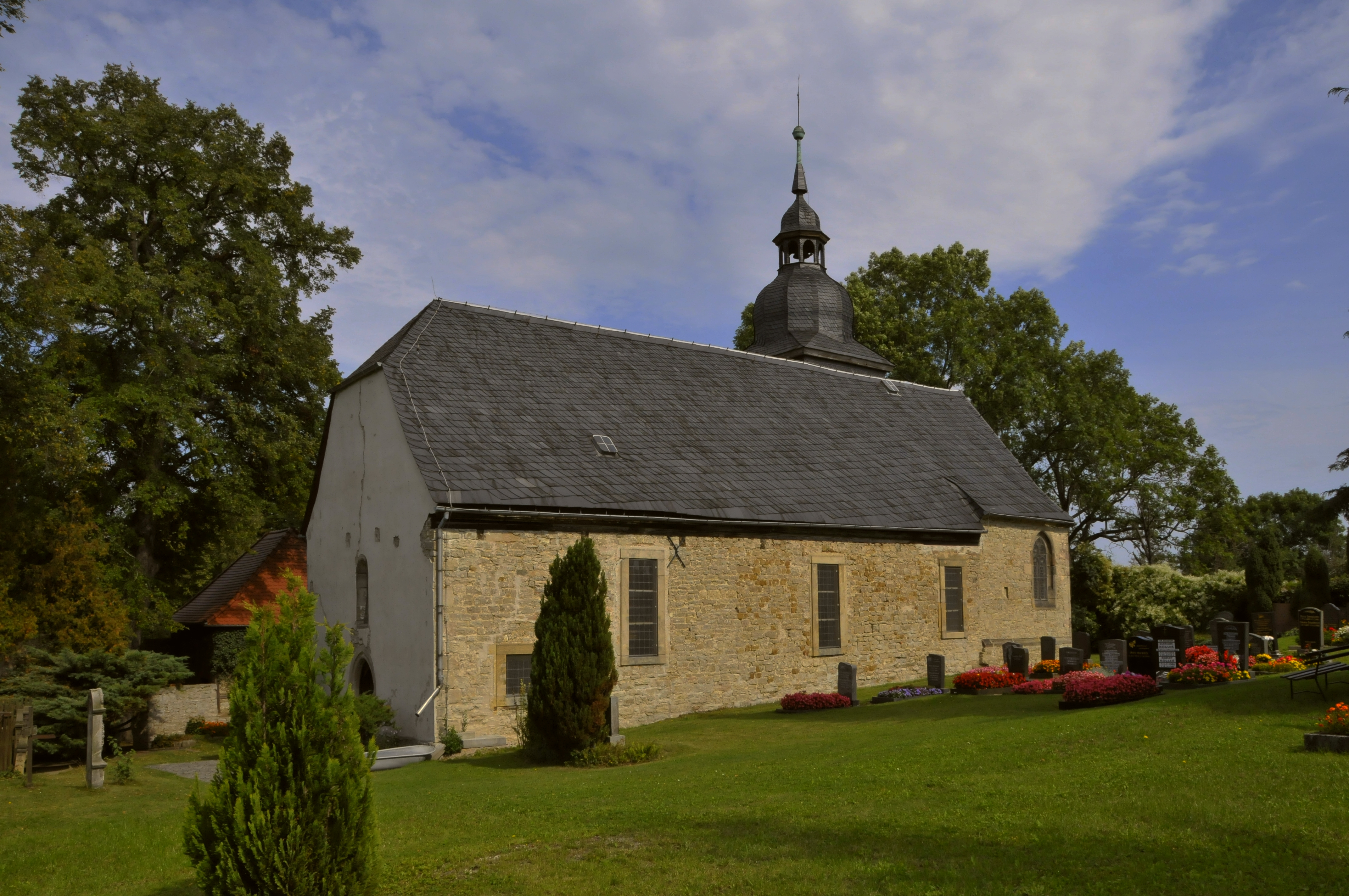
Kirche St. Gregorius

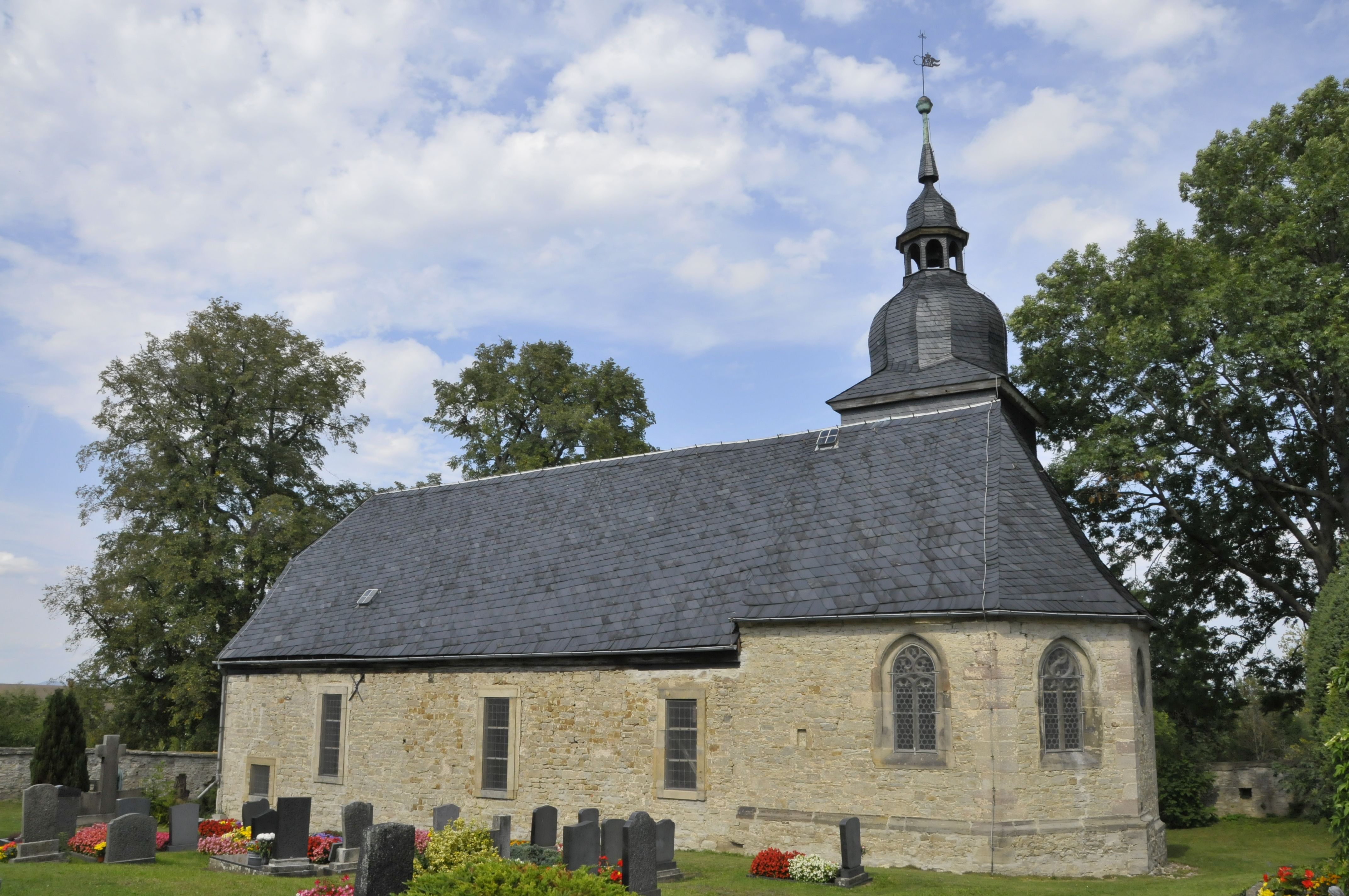
Gut zu sehen ist der Absatz zwischen Schiff und Chor

Die Dorfkirche St. Gregorius ist die evangelische Kirche des Dorfes Alkersleben im thüringischen Ilm-Kreis auf einer Anhöhe im Südosten der Dorflage, dem früheren Kirchberg. Sie gehört zum Evangelisch-Lutherischen Kirchengemeindeverband Elxleben-Witzleben im Kirchenkreis Arnstadt-Ilmenau der Evangelischen Kirche in Mitteldeutschland.

## Geschichte

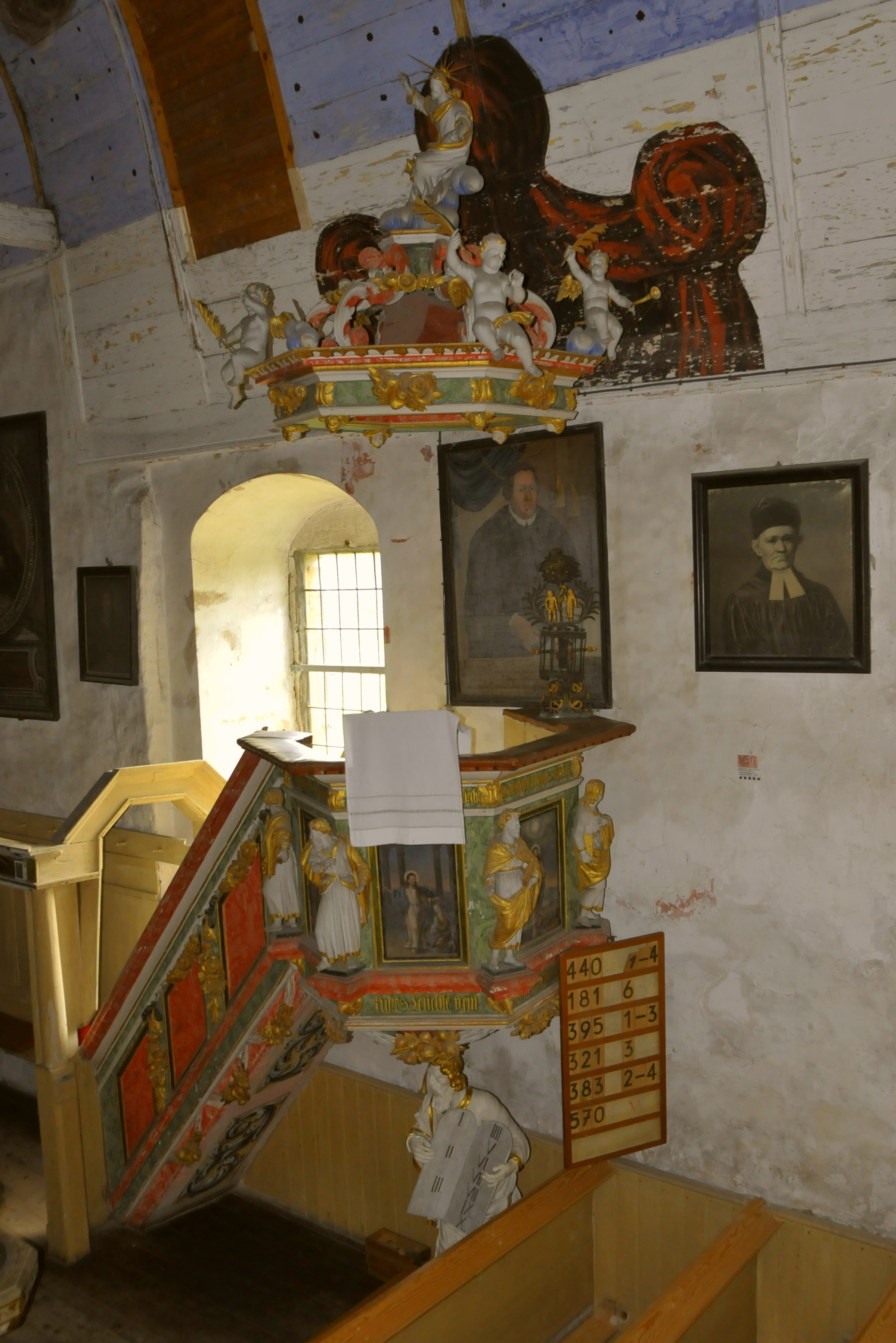
Kanzel

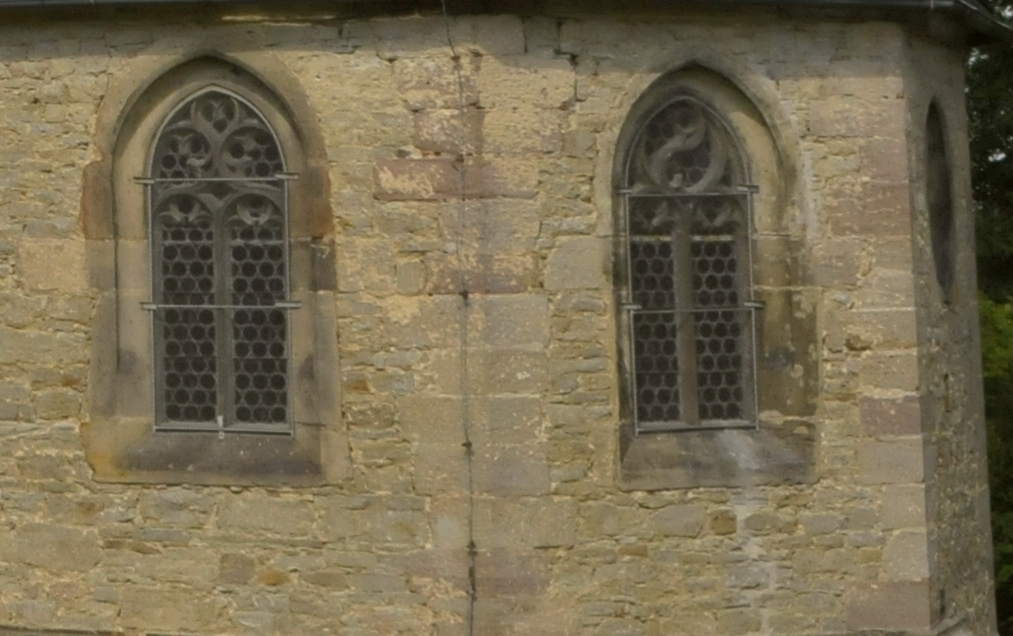
Chorfenster

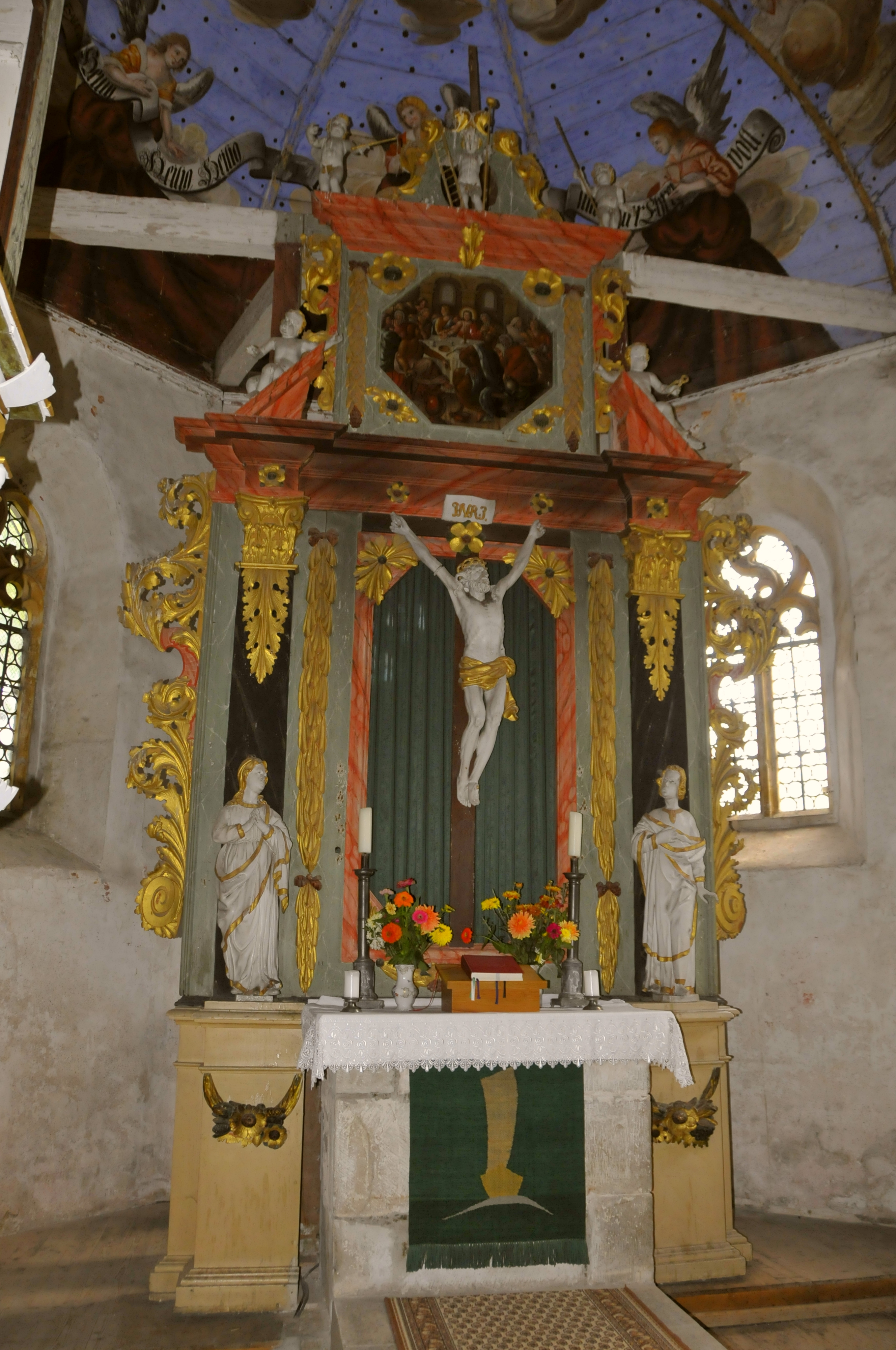
Altar

Die auf eine kleine Kapelle aus dem 12. Jahrhundert zurückgehende Kirche wurde in mehreren Bauphasen zur heutigen romanischen Saalkirche erweitert und verändert. Im Barock erhielt sie eine hölzerne Tonnendecke mit farbenprächtigen Malereien aus der Zeit um 1701, die den Leidensweg Christi zeigen. Das Malereien und das Mauerwerk werden seit 2010 restauriert.
Die Orgelbauerfamilie Johann Michael Holland aus Schmiedefeld lieferte 1824 die Orgel mit 17 Registern, verteilt auf 2 Manuale und Pedal.

## Dachstuhl

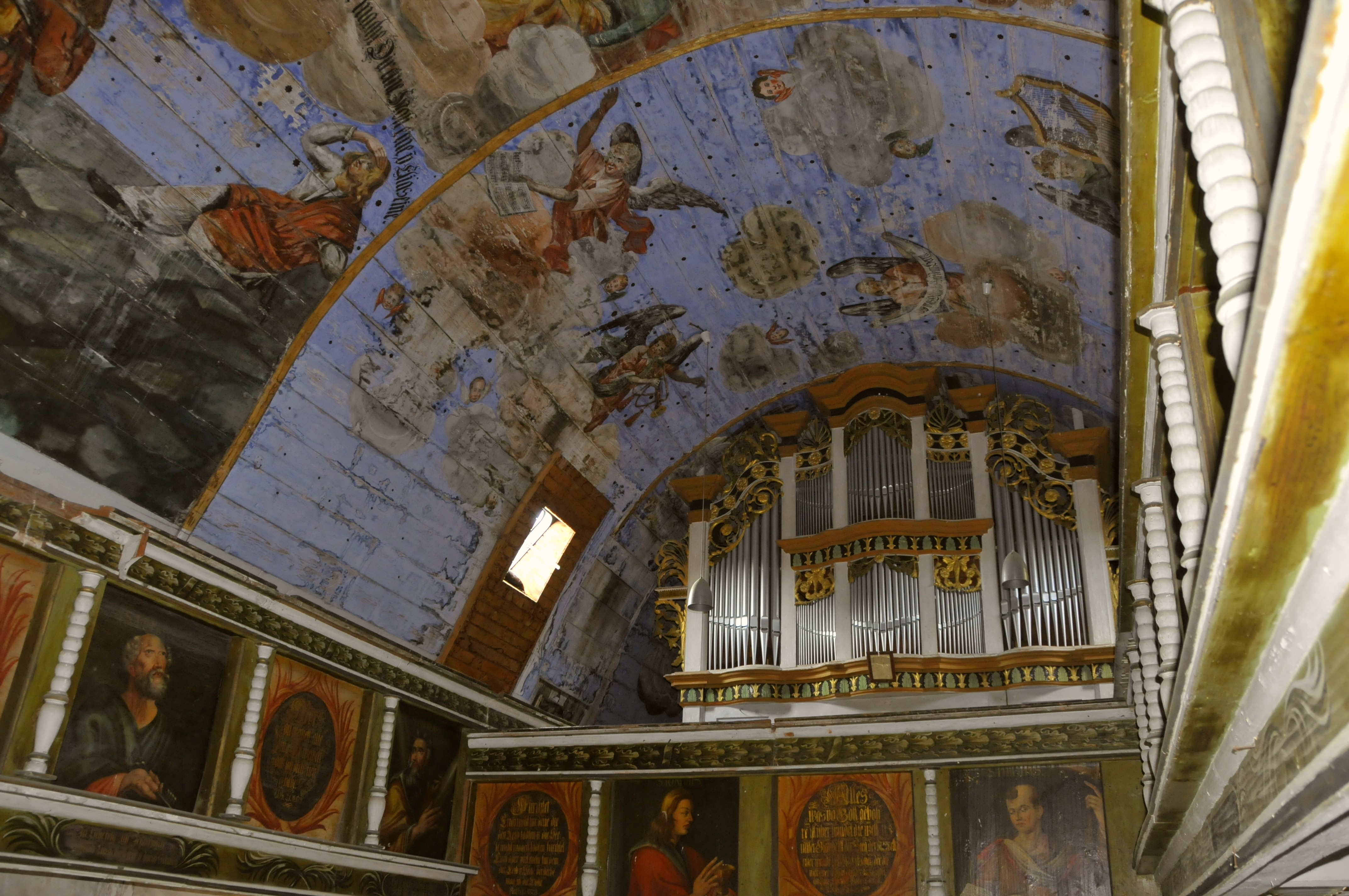
Orgel mit Deckengemälde (Holztonnengewölbe)

Außen am Absatz zwischen Chor und Kirchenschiff, am Mauerwerk und an den unterschiedlichen Fensterformen ist erkennbar, dass die beiden Gebäudeteile aus unterschiedlichen Zeiten stammen:
- Im Winter 1340/41 wurde das Holz für die 14 Gespärre des Schiffes gefällt. Die Art der Zapfenverbindungen und andere Zeichen weisen allerdings darauf hin, dass das Dach des Schiffes erst nach 1550 unter Verwendung der alten Sparren neu gedeckt wurde. Es kann daher kein eindeutiger Zeitpunkt für die Errichtung des Kirchenschiffs angegeben werden.
- Im 16. Jahrhundert wurde die Kirche um einen dreiseitig geschlossenen Chor erweitert. Ein kleines Nischenrelief (nur etwa 20 cm hoch) an seiner Außenmauer zeigt die Kreuzigung Christi. Nach dendrochronologischen Untersuchungen der sechs Dachsparrenpaare („Gespärre“) über dem Chor datiert man seinen Bau auf 1520. Die Zweiteilung der Bauphasen wird auch durch die unterschiedlichen Maße der Sparren und die differierenden Blatt- und Zapfen-Verbindungen belegt.

## Chor
Der polygone Chor wird bauhistorisch als Einheit mit dem Turm gesehen. Das Innere des Chors beherbergt den Altarraum, der sein Licht von fünf unterschiedlichen Steinfenstern erhält. Es handelt sich um Maßwerkfenster mit unterschiedlichen Mustern: Das einzige runde der fünf Fenster in der Chorapsis liegt im östlichsten Wandteil und enthält einen Vierschneuß, das rechte im Foto gezeigte Fenster einen Doppelschneuß. Diese Verzierungen sind der Spätgotik zuzuordnen. Aufgrund der Fensterformen datiert man den Bau des östlichen Teils der Kirche in das 14. Jahrhundert.

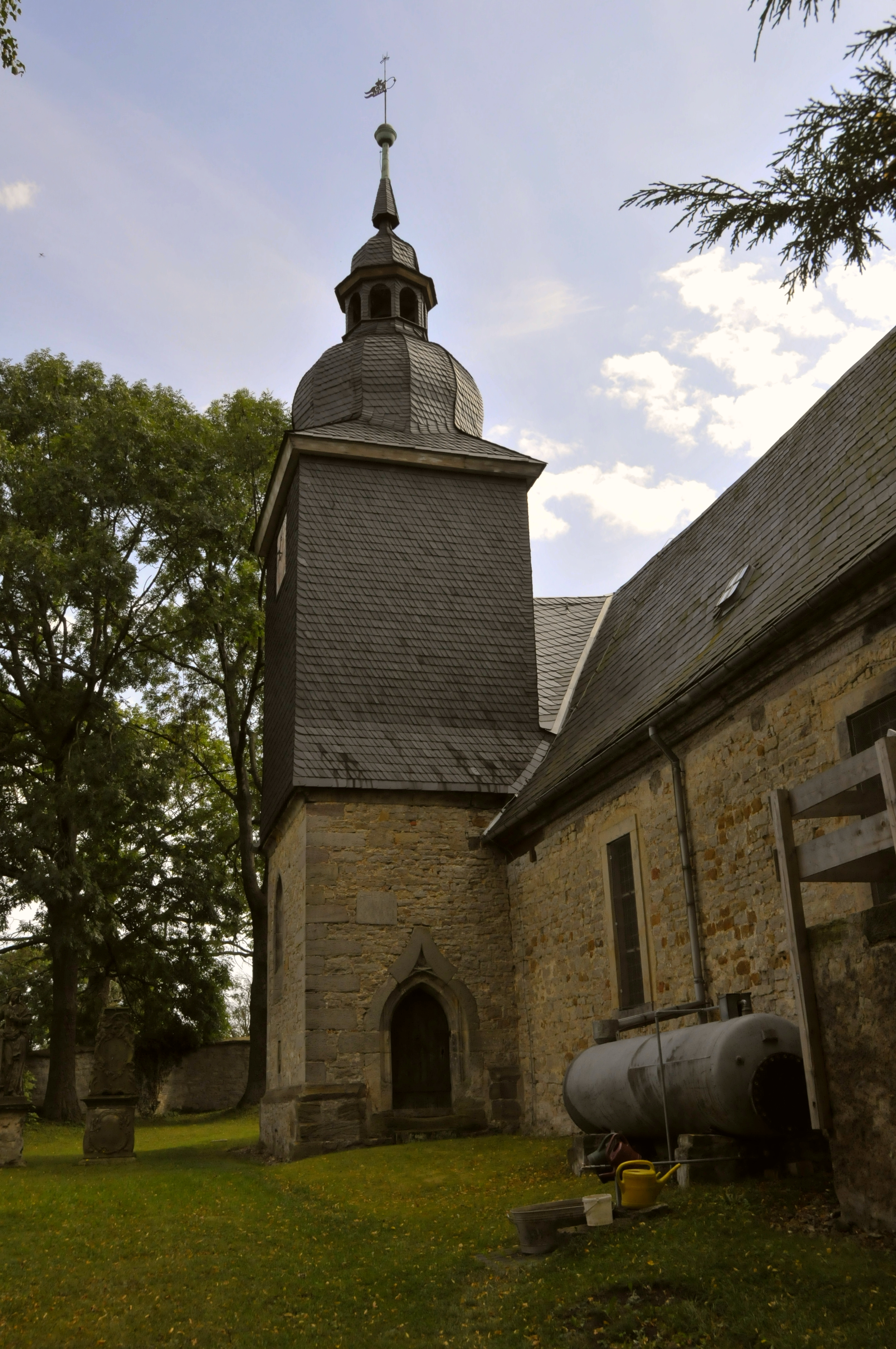
Turm

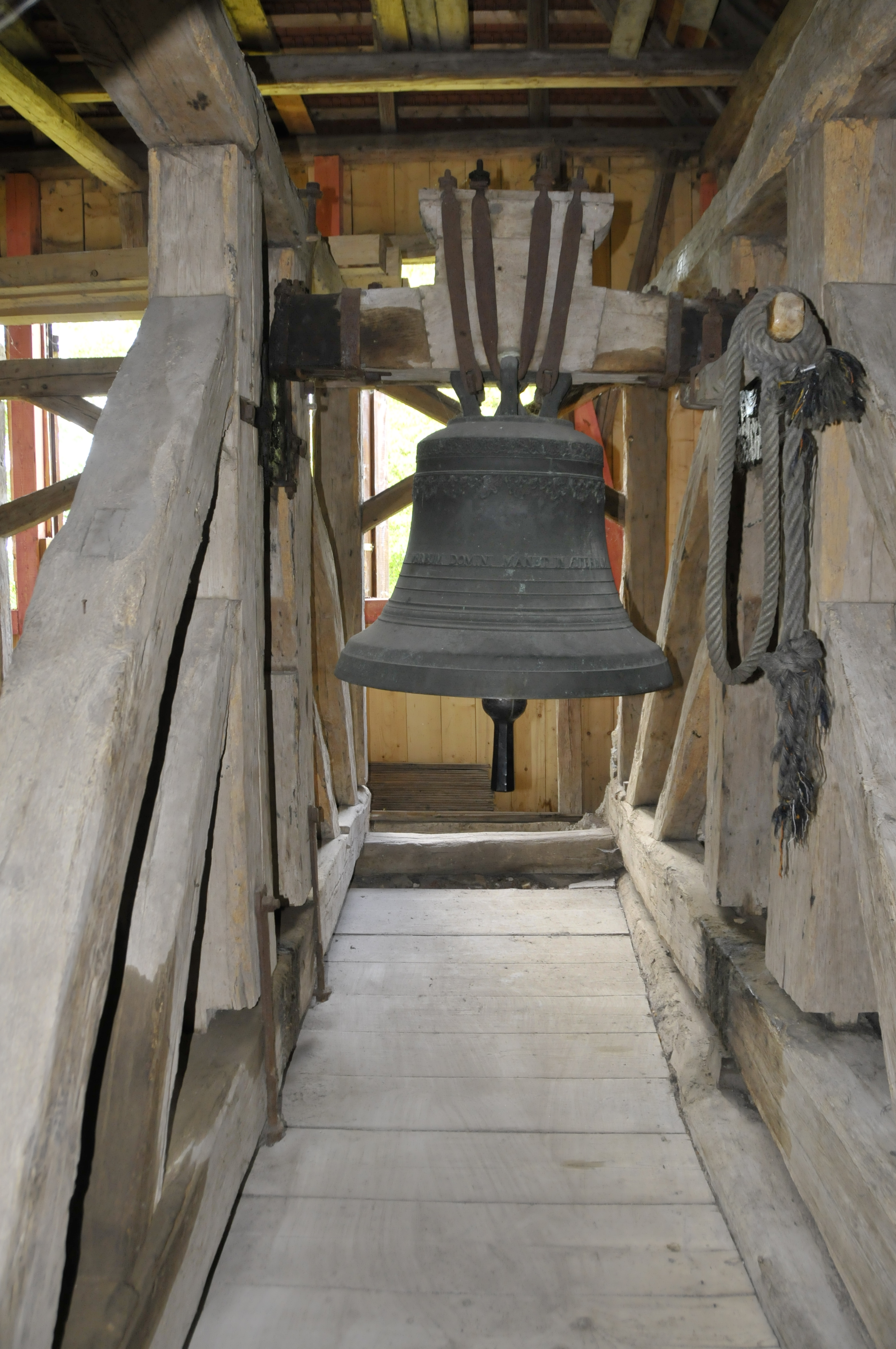
Glockenhaus

## Turm
Der Turm neben dem Chor enthält fast keine Bauteile mehr aus seiner Entstehungszeit. Lediglich vier Pfosten in den Ecken des 4,5 × 2,8 m großen Turmraums stammen von 1582; das zeigt einerseits eine entsprechende Inschrift auf einem der Ständer, aber auch die dendrologische Untersuchung. Der Rest des Turms nebst Turmhelm wurde später komplett neu errichtet. Wegen des damaligen Überangebotes von Fichten- und Tannenholz ist der Turm völlig aus diesen Hölzern erbaut, während der Glockenstuhl im nebenan stehenden Glockenhaus aus Eiche besteht.

## Glockenhaus
Das separat vom Kirchengebäude stehende Glockenhaus wurde 2003 restauriert und beinhaltet einen eichenen Glockenstuhl, der drei Glocken aufnehmen kann. Das Glockenhaus enthält die kleinste der ursprünglich drei Glocken, die beiden anderen fielen dem Ersten Weltkrieg zum Opfer. Dendrologische Untersuchungen datierten das Entstehungsjahr auf 1747 ± 5 Jahre. Die Ungenauigkeit von zehn Jahren ist dadurch zu erklären, dass bei den untersuchten Hölzern keine Rinde, das letztgewachsene Holz, gefunden wurde.

## Sonstiges
Die Kirchgemeinde Alkersleben gehört zum Kirchspiel Elxleben, zu dem noch die Kirchgemeinden Gügleben, Ettischleben, Riechheim und Elleben gehören.
Der alte Teil des Friedhofs steht unter Denkmalschutz. Auch viele einzelne Grabmale tragen das Denkmalschutzzeichen.
Auf der Südseite des Friedhofs wächst ein gewaltiger Riesenlebensbaum (Thuja plicata).
Auf der Nordseite der Kirche steht ein großer, über ein Fallrohr mit Regenwasser vom Dach des Kirchenschiffs gespeister, technischer Wassertank mit alter Blech-Badewanne davor zum Wasserschöpfen. Das Bild der Kirche wird dadurch beeinträchtigt, auch mit dem Denkmalcharakter des Friedhofs ist dieser Anblick nicht vereinbar.
Ein rühriger Förderverein kümmert sich um Erhaltung und Erneuerung des Gotteshauses.

## Bilder der Kirche

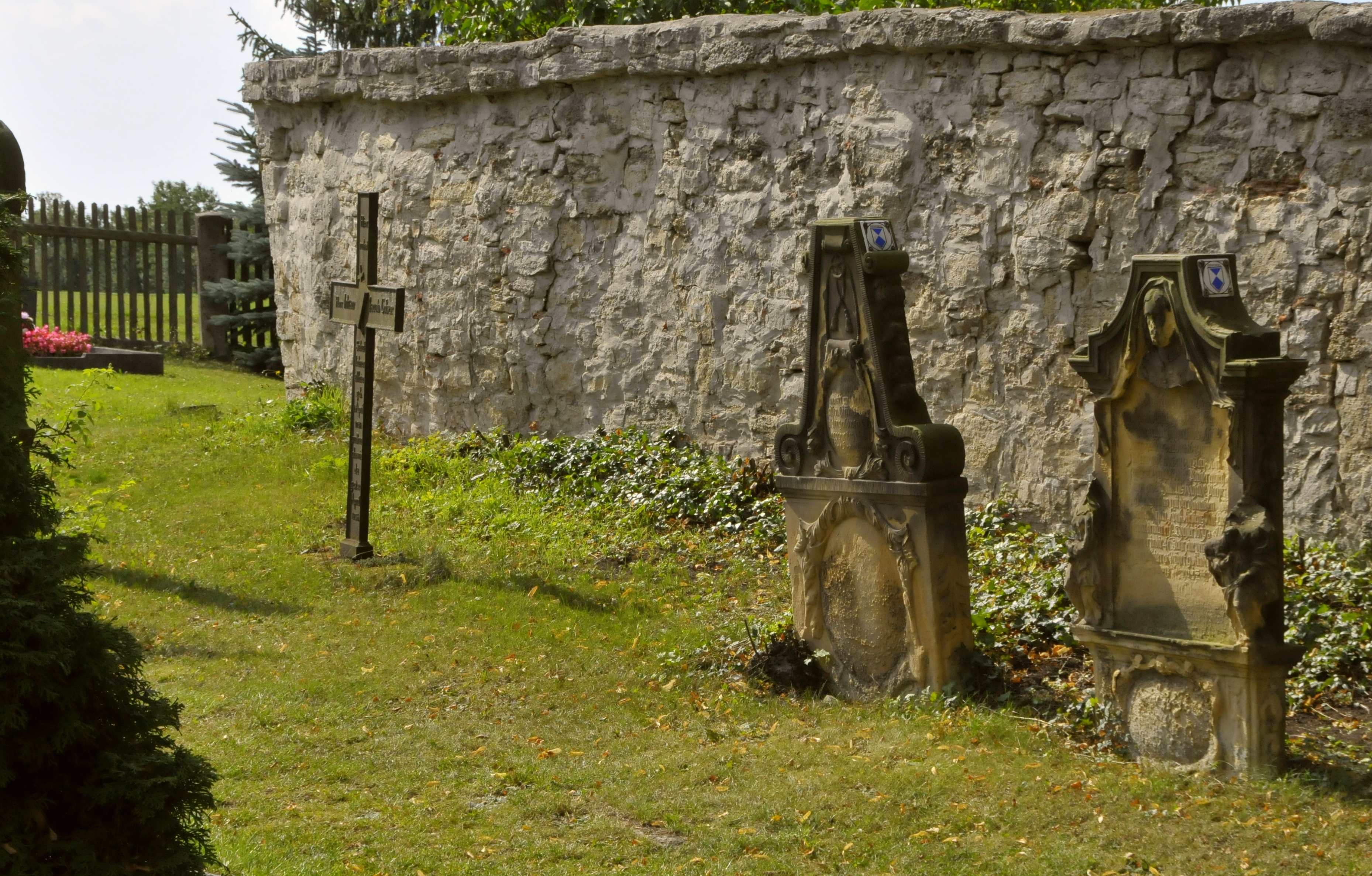
Alte Grabmale auf dem Friedhof
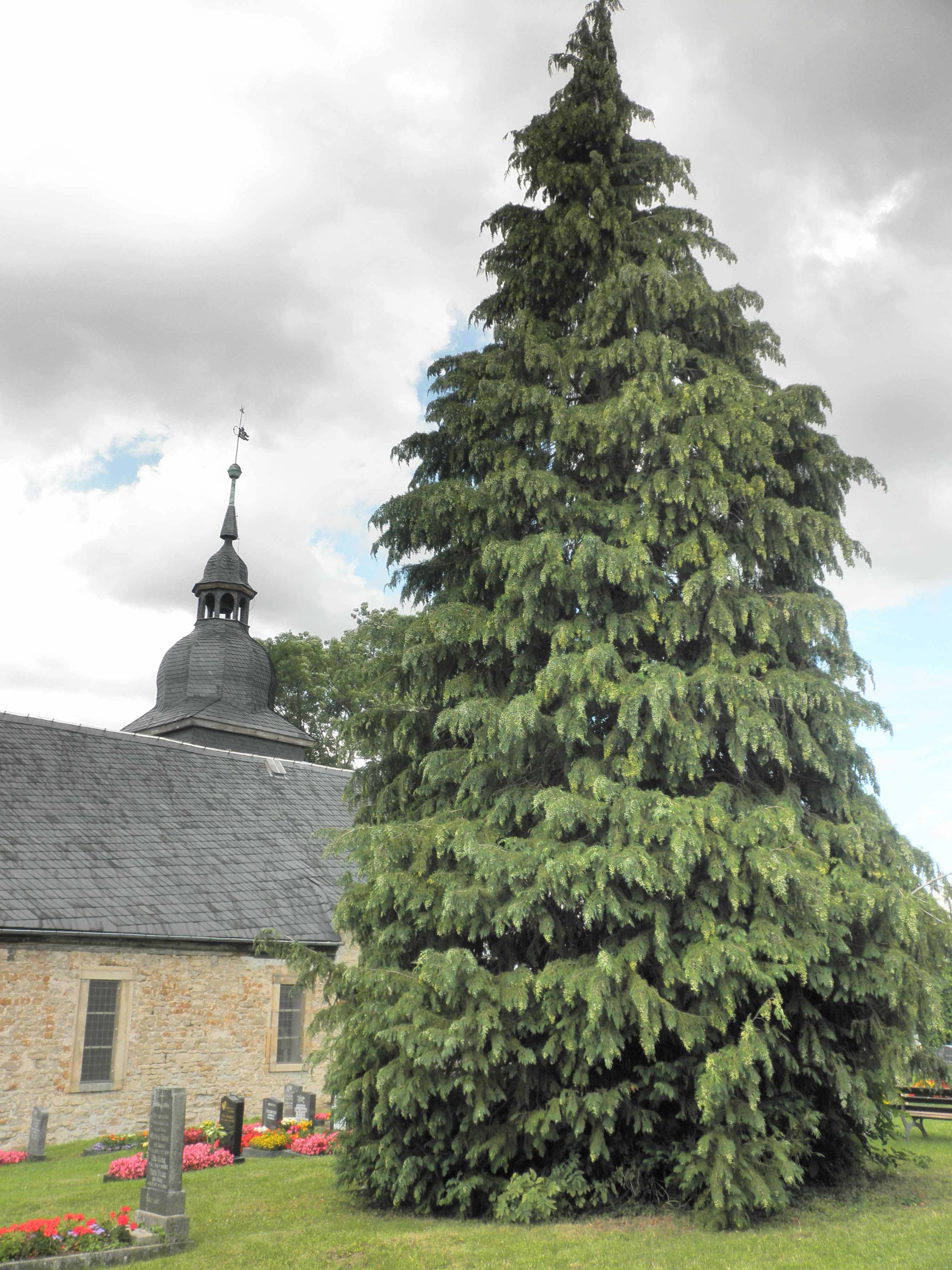
Riesenlebensbaum auf dem Kirchhof
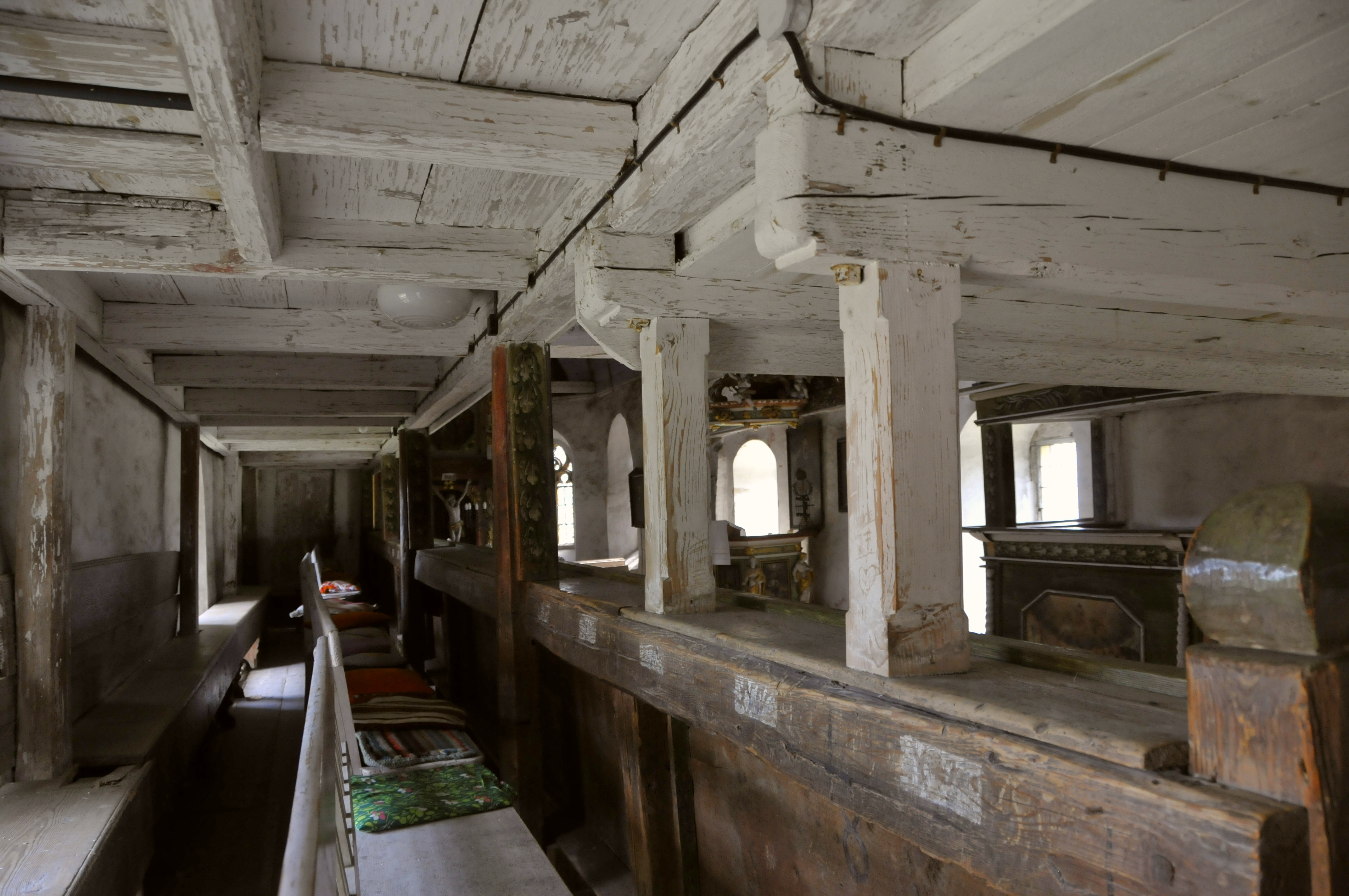
In der ersten Empore
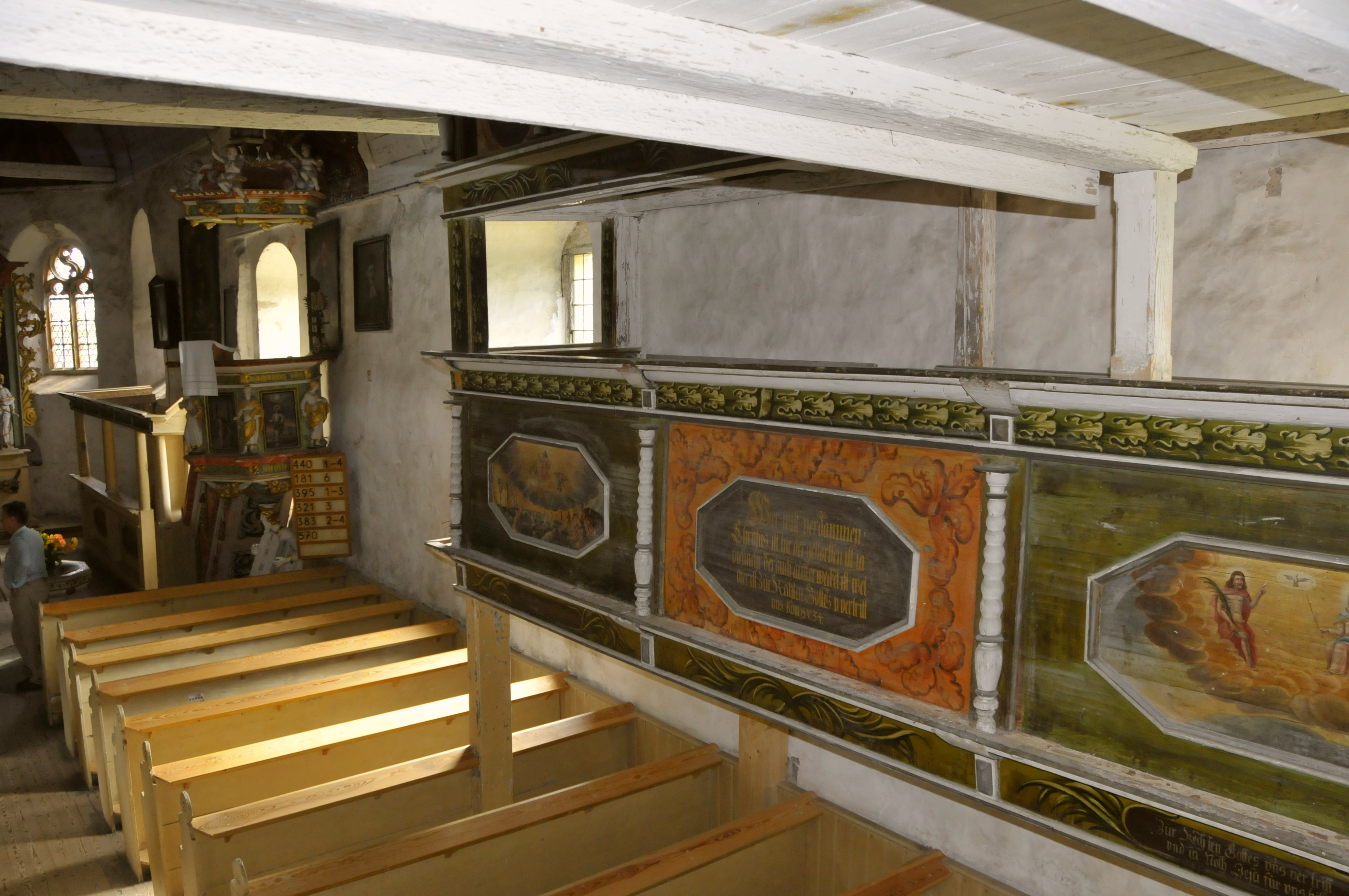
Malerei der ersten Empore
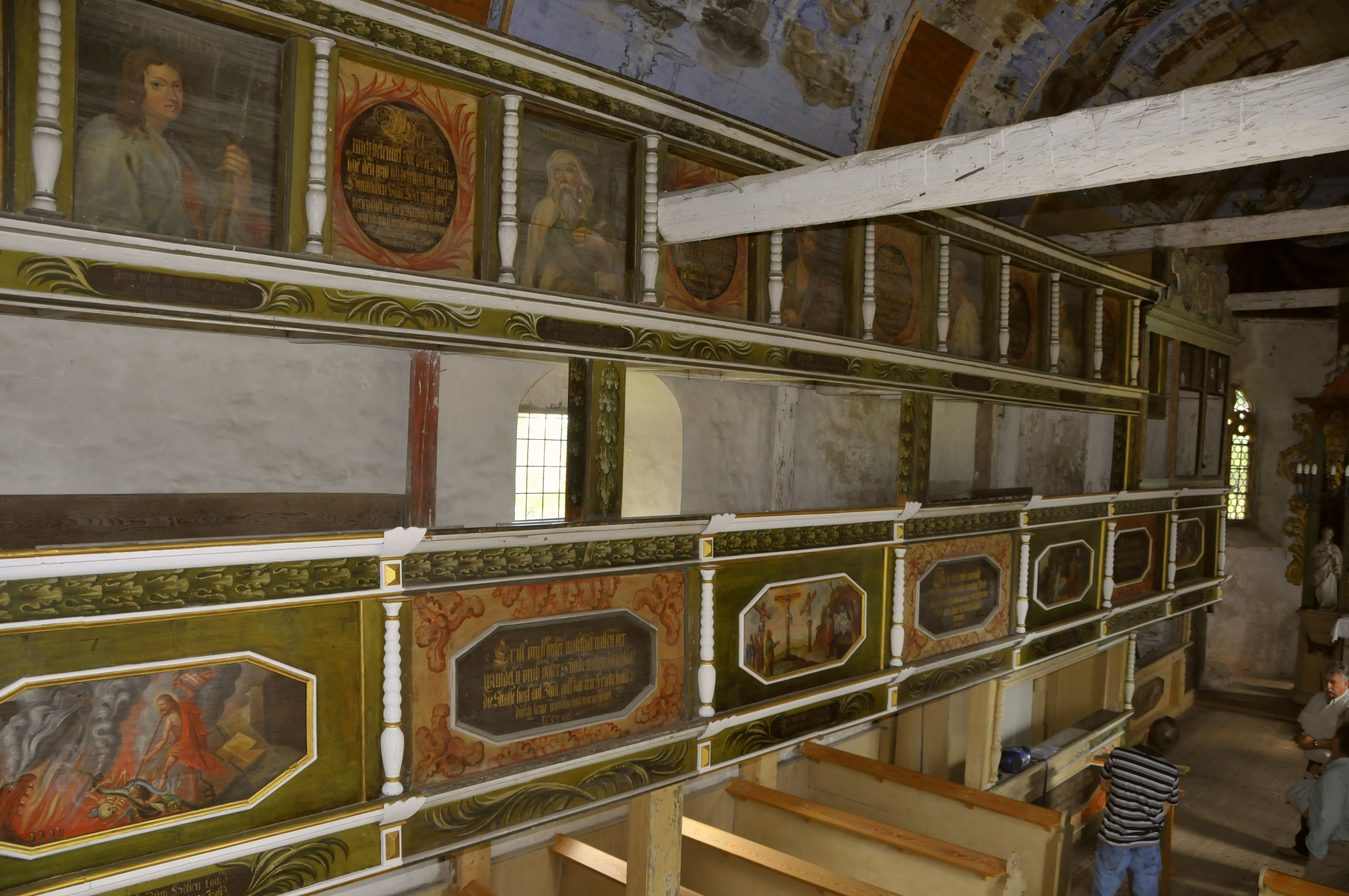
Emporenmalerei
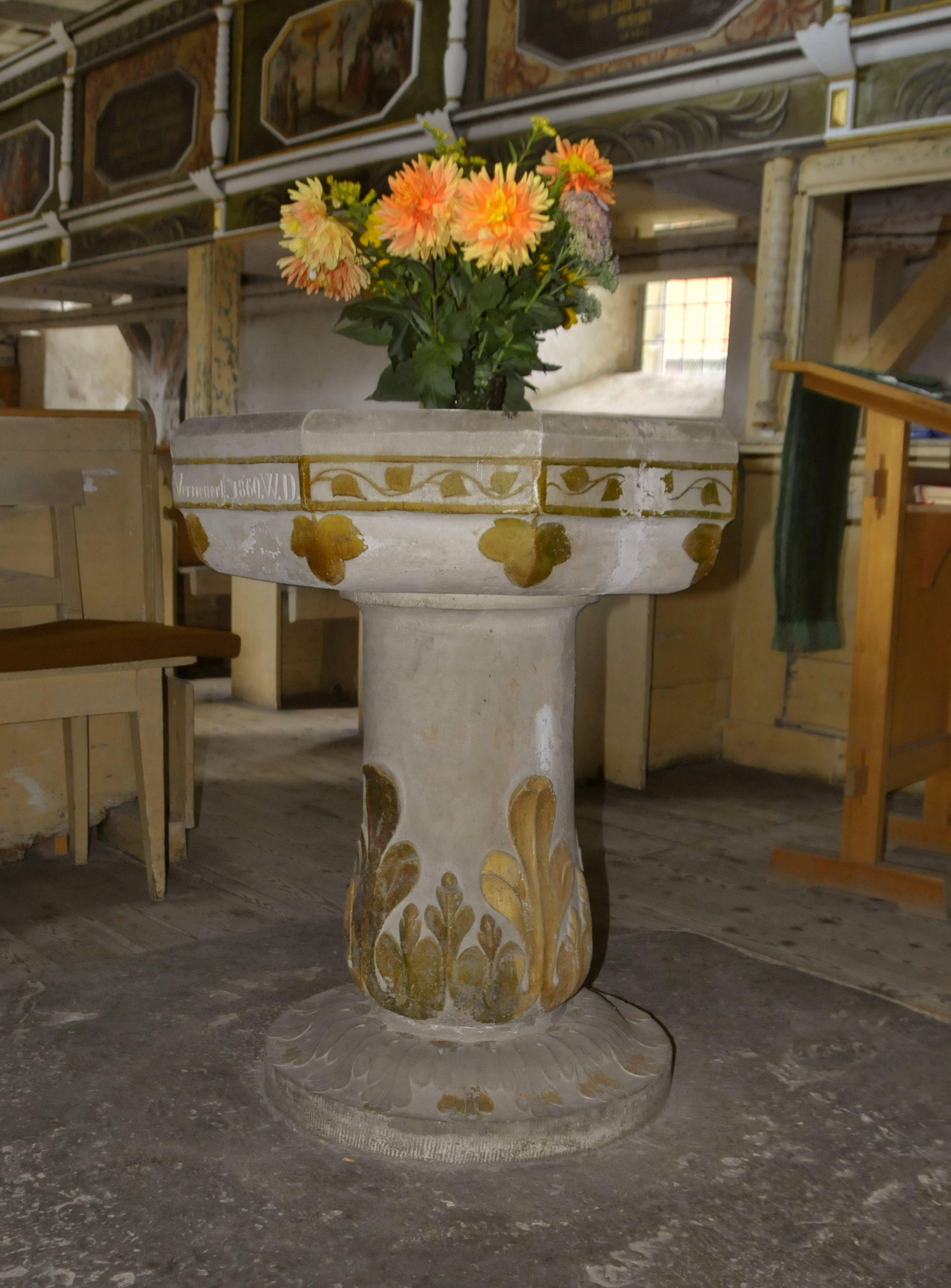
Taufbecken